# ناحیه یانگون
ناحیه یانگون (به لاتین: Yangon Region) یک ناحیه در کشور میانمار است که در جنوب آن واقع شده‌است. مرکز این ناحیه شهر یانگون است.

## خصوصیات
ناحیه یانگون ۱۰٬۱۷۰ کیلومترمربع مساحت و ۷٬۳۵۵٬۰۷۵ نفر جمعیت دارد.